# Ladies and Gentlemen: The Rolling Stones
Ladies and Gentlemen: The Rolling Stones er en koncertfilm med det engelske rock ‘n’ roll-band The Rolling Stones, som første gang blev udgivet i 1974. Filmen blev optaget under bandets kendte tour The Rolling Stones American Tour 1972.

## Setlist
Denne liste er en typisk setliste for denne tour i 1972, dog kunne der forekomme små ændringer fra den ene koncert til den anden. 
- Brown Sugar
- Bitch
- Gimme Shelter
- Dead Flowers
- Happy
- Tumbling Dice
- Love in Vain
- Sweet Virginia
- You Can't Always Get What You Want
- All Down the Line
- Midnight Rambler
- Bye Bye Johnny
- Rip This Joint
- Jumpin' Jack Flash
- Street Fighting Man

## Band medlemmer
- Mick Jagger – Sang, Mundharmonika
- Keith Richards – Guitarer, Sang
- Mick Taylor – Guitarer
- Bill Wyman – Bass
- Charlie Watts – Trommer

### Øvrige Musiker
- Ian Stewart – Kun som road manager, ikke på scenen
- Nicky Hopkins – Klaver
- Bobby Keys – Saxofon
- Jim Price – Blæseinstrumenter